# Kabouterkriebels
Kabouterkriebels is het vijfde album van Kabouter Plop, de compilatiealbums buiten beschouwing gelaten. Het album werd op 6 oktober 2003 in België en Nederland uitgebracht. Kabouterkriebels stond enkele weken in de Vlaamse en Nederlandse hitlijsten, maar scoorde minder goed dan de vorige albums van Plop. Op het album zijn de stemmen te horen van Walter de Donder als kabouter Plop, Agnes De Nul als kabouter Kwebbel, Chris Cauwenberghs als kabouter Lui, Aimé Anthoni als kabouter Klus, Luc Caals als kabouter Smul en Hilde Vanhulle als kabouter Smal.

## Tracklist
| Nr. | Titel                | Tekst                                                      | Muziek                            | Duur |
| --- | -------------------- | ---------------------------------------------------------- | --------------------------------- | ---- |
| 1.  | De ganzenpas         | Gert Verhulst, Danny Verbiest, Hans Bourlon                | Patrick Hamilton, Sammy Bruggeman | 3:00 |
| 2.  | Heen en weer         | Hans van Eijk                                              | Kees Tel                          | 3:15 |
| 3.  | Waar ik van hou      | Gert Verhulst, Danny Verbiest, Hans Bourlon                | Johan Vanden Eede                 | 3:22 |
| 4.  | Kaboutersamba        | Gert Verhulst, Danny Verbiest, Hans Bourlon                | Johan Vanden Eede                 | 3:23 |
| 5.  | Ik zit in de puree   | Gert Verhulst, Danny Verbiest, Hans Bourlon                | Johan Vanden Eede                 | 2:27 |
| 6.  | De regendans         | Gert Verhulst, Danny Verbiest, Hans Bourlon                | Patrick Hamilton, Sammy Bruggeman | 3:10 |
| 7.  | Kabouterzoen         | Gert Verhulst, Danny Verbiest, Hans Bourlon                | Johan Vanden Eede                 | 3:03 |
| 8.  | Dat is niet waar     | Gert Verhulst, Danny Verbiest, Hans Bourlon                | Johan Vanden Eede                 | 3:04 |
| 9.  | De dag goed begonnen | Gert Verhulst, Danny Verbiest, Hans Bourlon, Dirk Nielandt | Fonny De Wulf                     | 2:57 |
| 10. | Kom erbij            | Hans van Eijk                                              | Kees Tel                          | 3:14 |
| 11. | Vier seizoenen       | Gert Verhulst, Danny Verbiest, Hans Bourlon                | Johan Vanden Eede                 | 3:19 |
| 12. | Slaapwel             | Gert Verhulst, Danny Verbiest, Hans Bourlon                | Johan Vanden Eede                 | 4:50 |

## Hitnoteringen

### NederlandseAlbum Top 100
| Positie: | 83 | 69 | 89 | uit | 98 | uit |

### VlaamseUltratop 100Albums
| Positie: | 34 | 30 | 24 | 28 | uit | 89 | 96 | uit |